# Цалухидис, Панайотис
Панайо́тис Цалухи́дис (греч. Γιώτης Τσαλουχίδης, род. 30 марта 1963, Верия) — греческий футболист, игравший на позиции полузащитника, и тренер.

## Клубная карьера
Профессиональную карьеру начал в 1983 за команду «Верия», в которой провёл пять сезонов, приняв участие в 144 матчах чемпионата.
Своей игрой за эту команду привлёк внимание представителей тренерского штаба клуба «Олимпиакос», к которому присоединился в 1988 году. Сыграл за клуб из Пирея следующие семь сезонов. Большую часть времени, проведённого в составе «Олимпиакоса», был основным игроком команды.
В течение 1995—1996 годов защищал цвета команды клуба ПАОК.
В 1996 году вернулся в «Верию», защищая её цвета до завершения карьеры футболиста в 2000.

## Международная карьера
Дебют за национальную сборную Греции состоялся 7 октября 1987 в товарищеской встрече против сборной Румынии (2:2). Был включен в состав на чемпионат мира 1994 в США, где сыграл в двух матчах группового раунда против Аргентины и Нигерии. Всего Цалухидис сыграл 76 матчей и забил 16 голов.

## Достижения

### «Олимпиакос»
- Вице-чемпион Греции: 1988/89, 1990/91, 1991/92, 1994/95
- Обладатель Кубка Греции: 1989/90, 1991/92
- Обладатель Суперкубка Греции: 1992